# Bar-sur-Aube
Bar-sur-Aube is een gemeente in het Franse departement Aube (regio Grand Est). De gemeente telde op 1 januari 2022 4.743 inwoners, die Baralbins worden genoemd. De plaats is de onderprefectuur van het arrondissement Bar-sur-Aube. De streek wordt de Côte des Bars genoemd.
Het was een van de plaatsen waar gedurende de Hoge Middeleeuwen de jaarmarkten van Champagne werden gehouden.

## Geschiedenis
Op de heuvel van Sainte-Germaine boven de stad was er een Gallisch oppidum. Deze heuvel is vernoemd naar de heilige Germaine, patrones van de stad, die hier zou zijn vermoord door de Vandalen.
In de vroege middeleeuwen was Bar-sur-Aube de hoofdplaats van een pagus. Het lag op de linkeroever van de Aube en ontwikkelde zich rond een feodaal kasteel. De stad was eerst in handen van plaatselijke graven, maar kende haar bloei onder de graven van Champagne tussen de 11e en de 13e eeuw. Het was een van de zes plaatsen waar de jaarmarkten van Champagne werden gehouden. Tijdens deze tijd groeide de stad ook tot op de rechteroever van de Aube. Naast de kapittelkerk van Saint-Maclou waren er nog kerken in de stad (Sainte-Germaine, Saint-Pierre en Sainte-Madeleine), kloosters, een leprozerie en het hospitaal van Saint-Jean de Jérusalem.
Het kasteel van de graven werd afgebroken in de 16e eeuw op bevel van koning Hendrik IV. De 12e-eeuwse donjon van het kasteel bleef bewaard als toren van de kerk Saint-Maclou.

## Geografie
De oppervlakte van Bar-sur-Aube bedroeg op 1 januari 2022 16,27 vierkante kilometer; de bevolkingsdichtheid was toen 291,5 inwoners per km². De Aube stroomt door de gemeente.
De onderstaande kaart toont de ligging van Bar-sur-Aube met de belangrijkste infrastructuur en aangrenzende gemeenten.

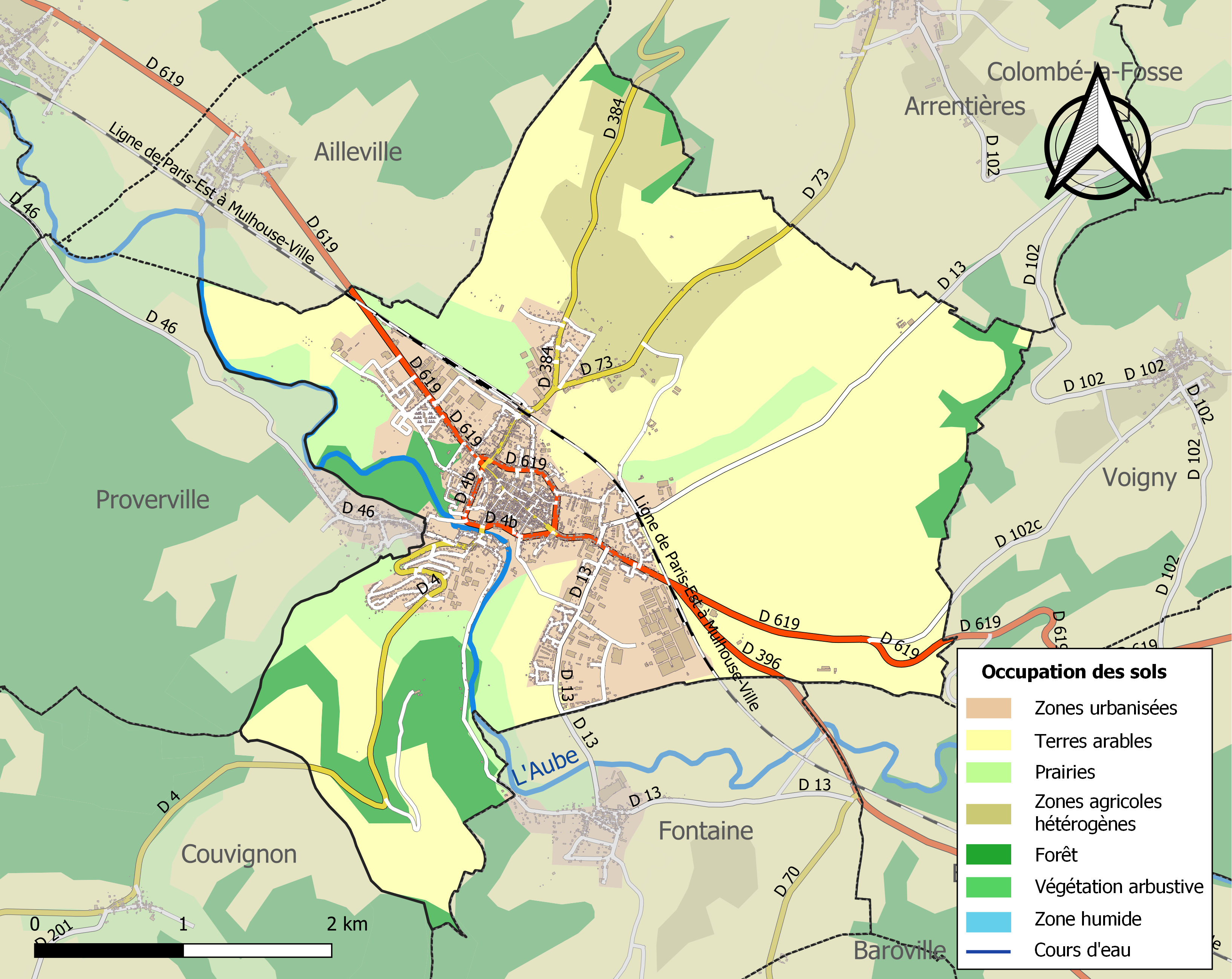

## Verkeer en vervoer
- Station Bar-sur-Aube

## Demografie
Onderstaande figuur toont het verloop van het inwonertal (bron: INSEE-tellingen).

Vanwege een beveiligingsprobleem met de MediaWiki Graph-software is het momenteel niet mogelijk deze grafiek weer te geven. Zodra de software is bijgewerkt zal de grafiek vanzelf weer zichtbaar worden.

## Geboren in Bar-sur-Aube
- Heilige Germana (Germaine) (+ 451), rooms-katholiek heilige
- Charlemagne de Maupas (1818-1888), minister
- Maurice Emmanuel (1862-1938), componist en musicoloog
- Gaston Bachelard (1884-1962), wetenschaps- en taalfilosoof

## Afbeeldingen

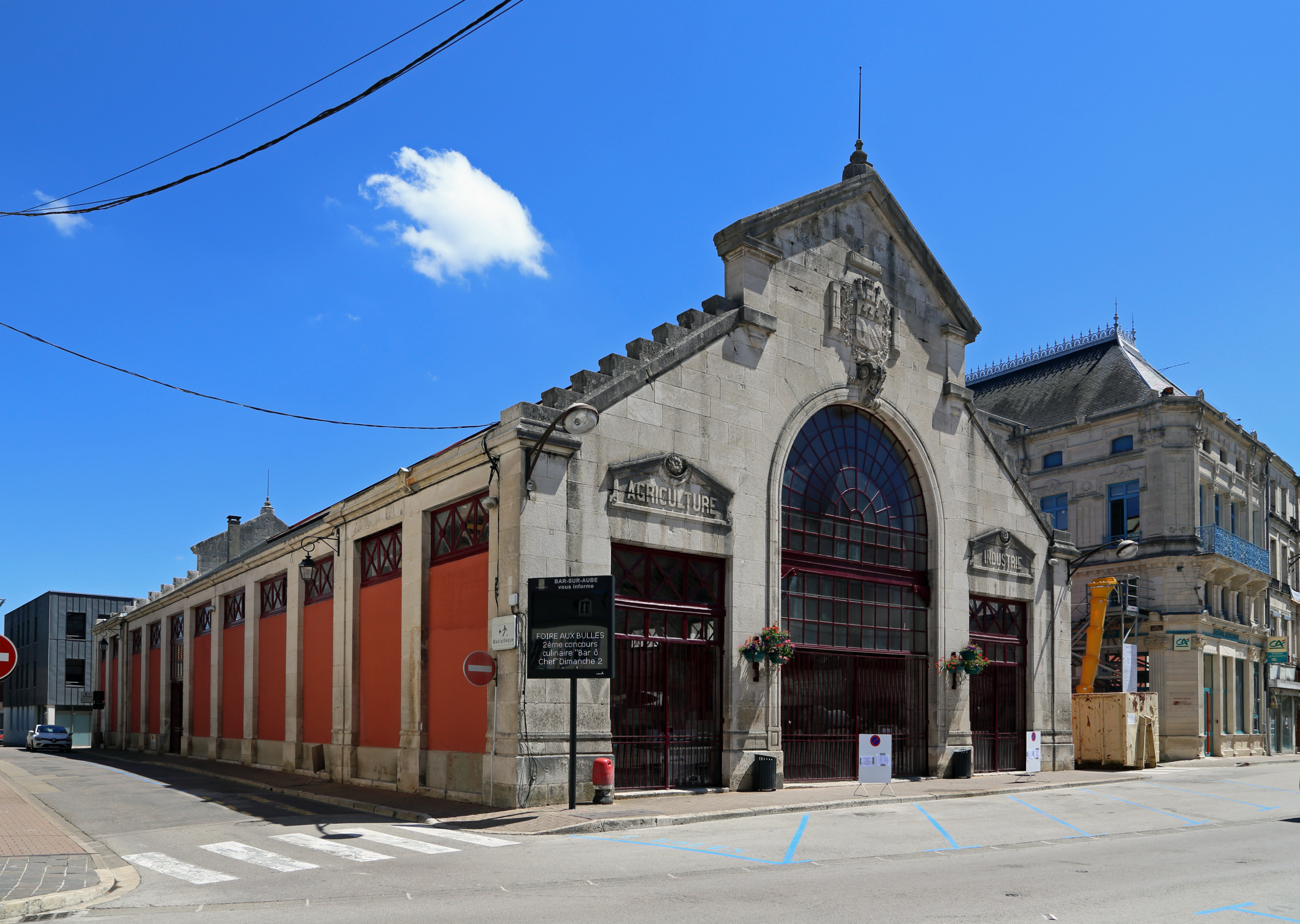
Markthal
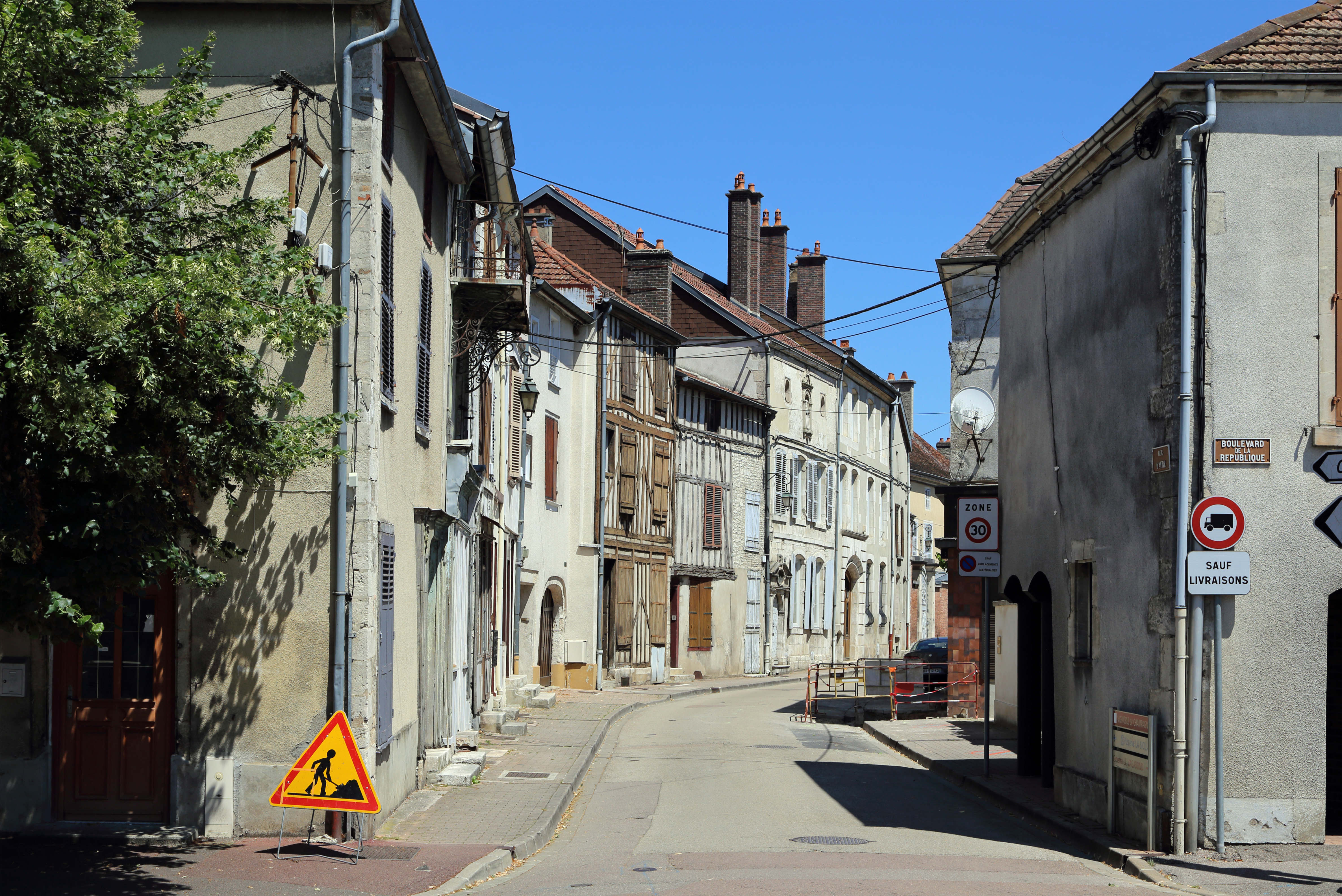
Straat in de binnenstad: de Rue d'Aube
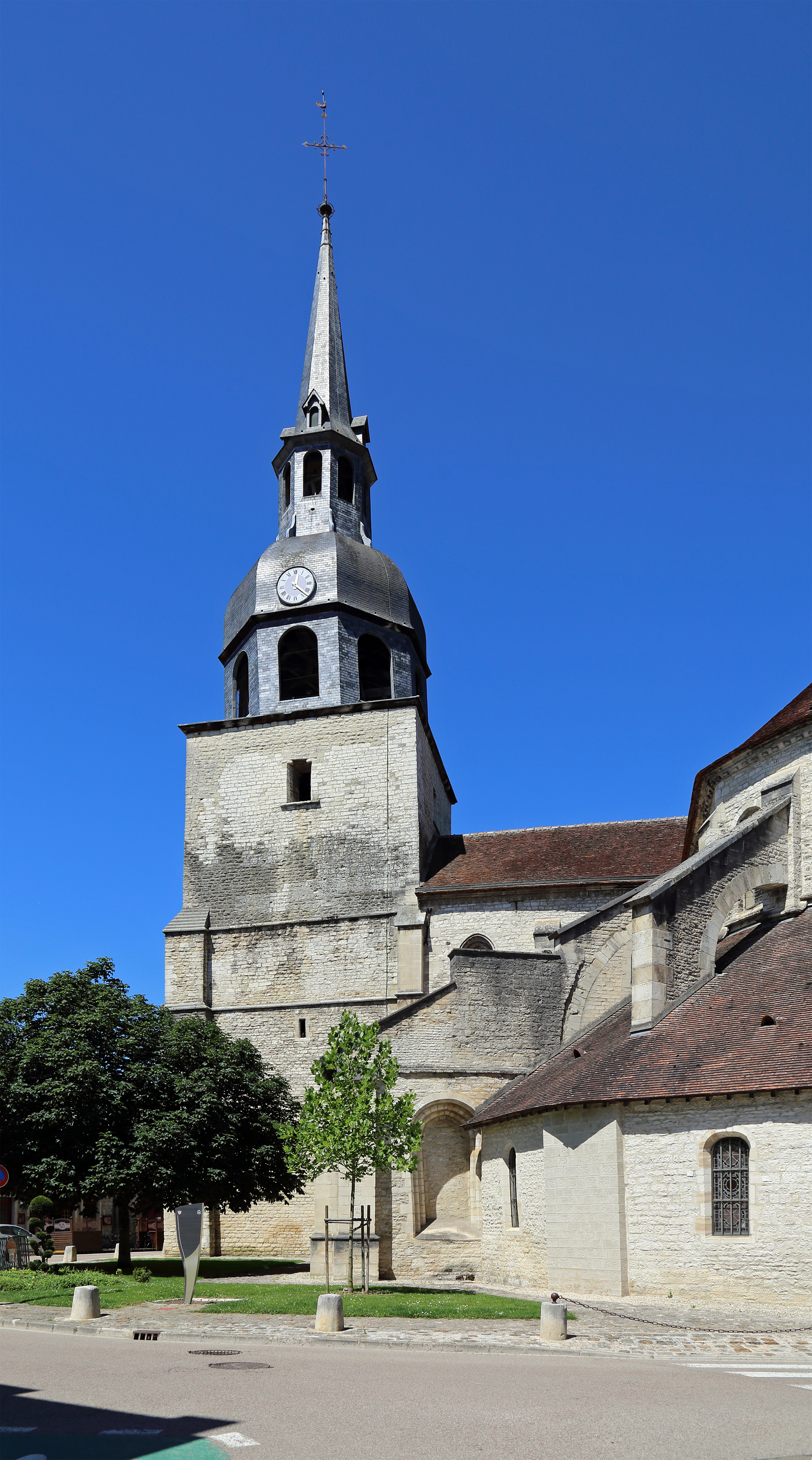
Toren van de Sint-Pieterskerk
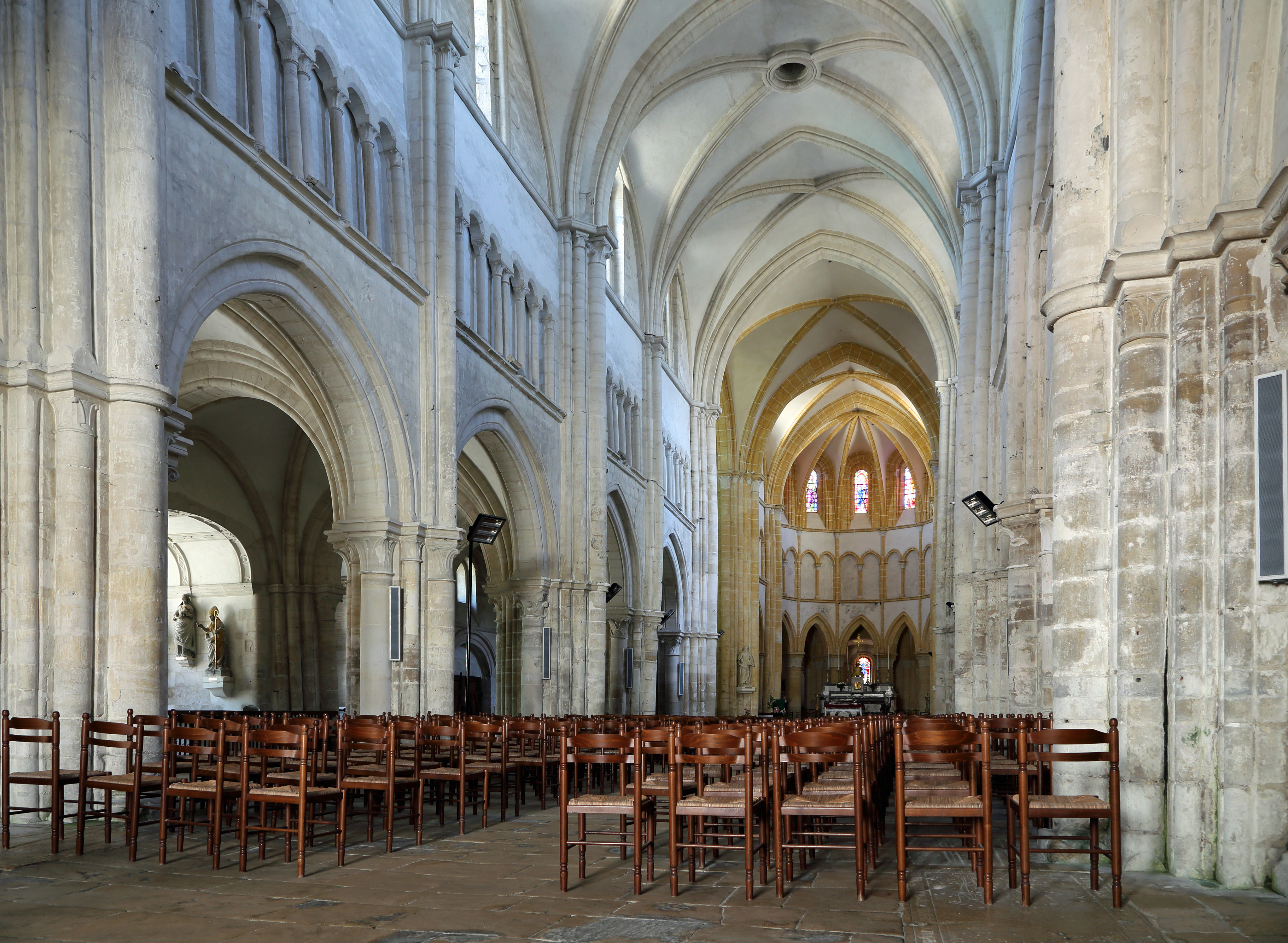
Interieur van de Sint-Pieterskerk
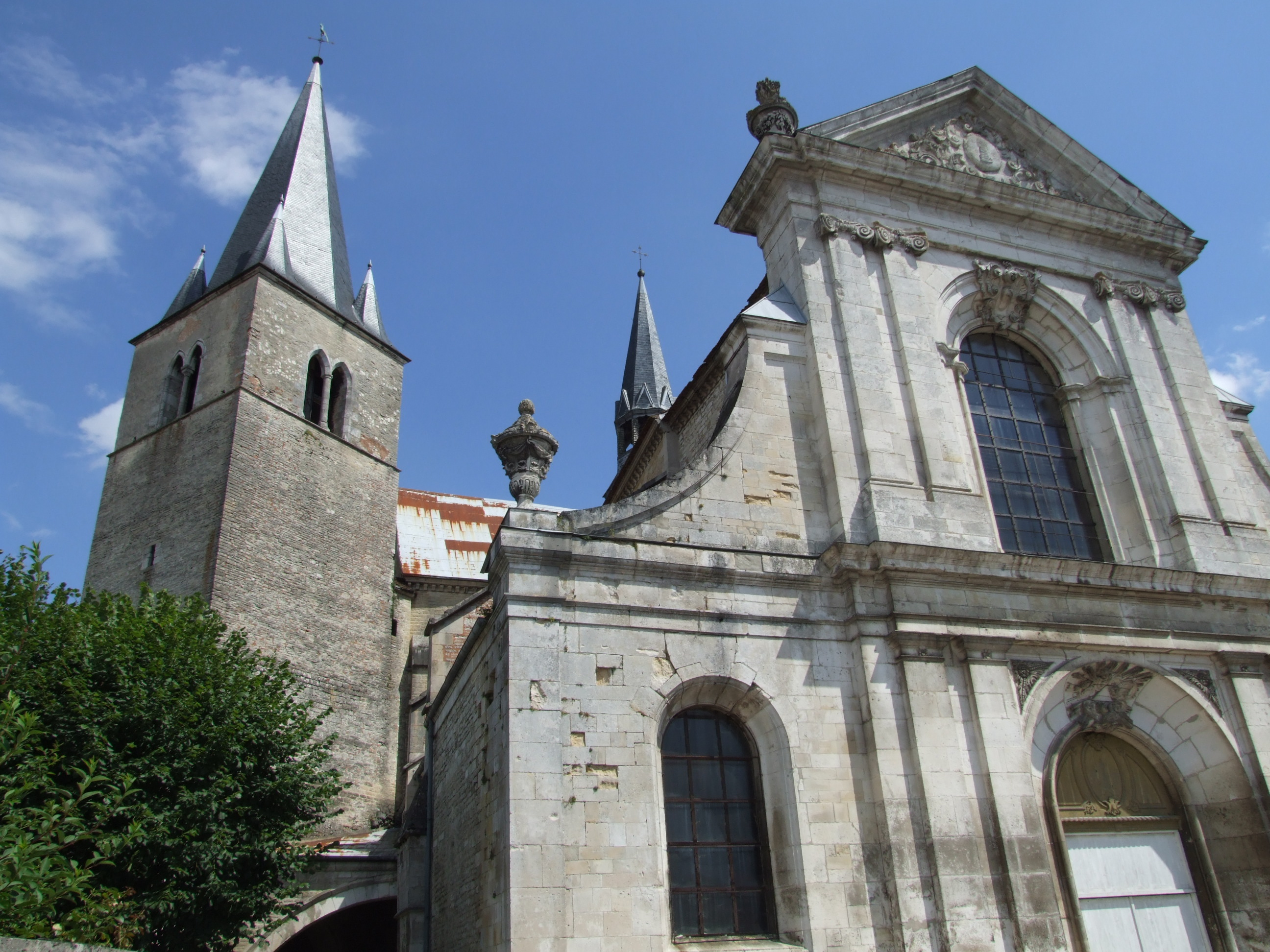
De Saint-Macloukerk
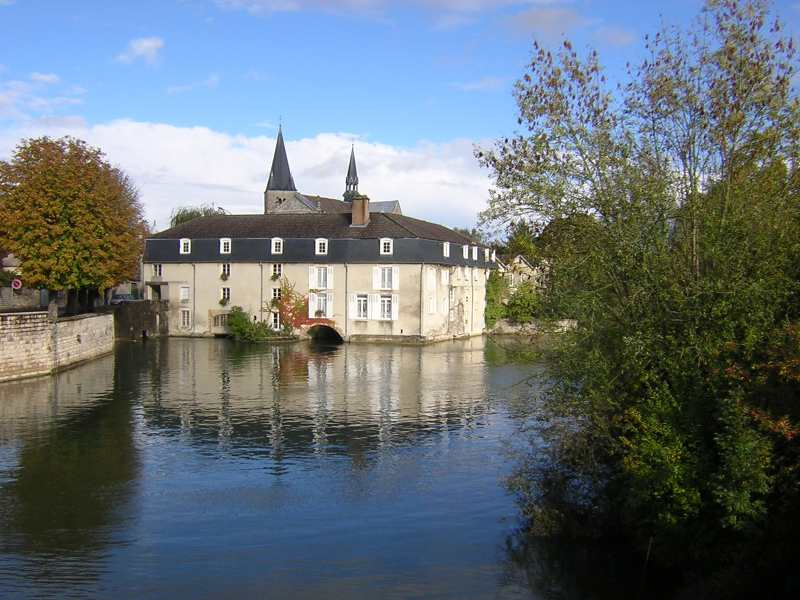
De Aube en de Molen Marcasselles
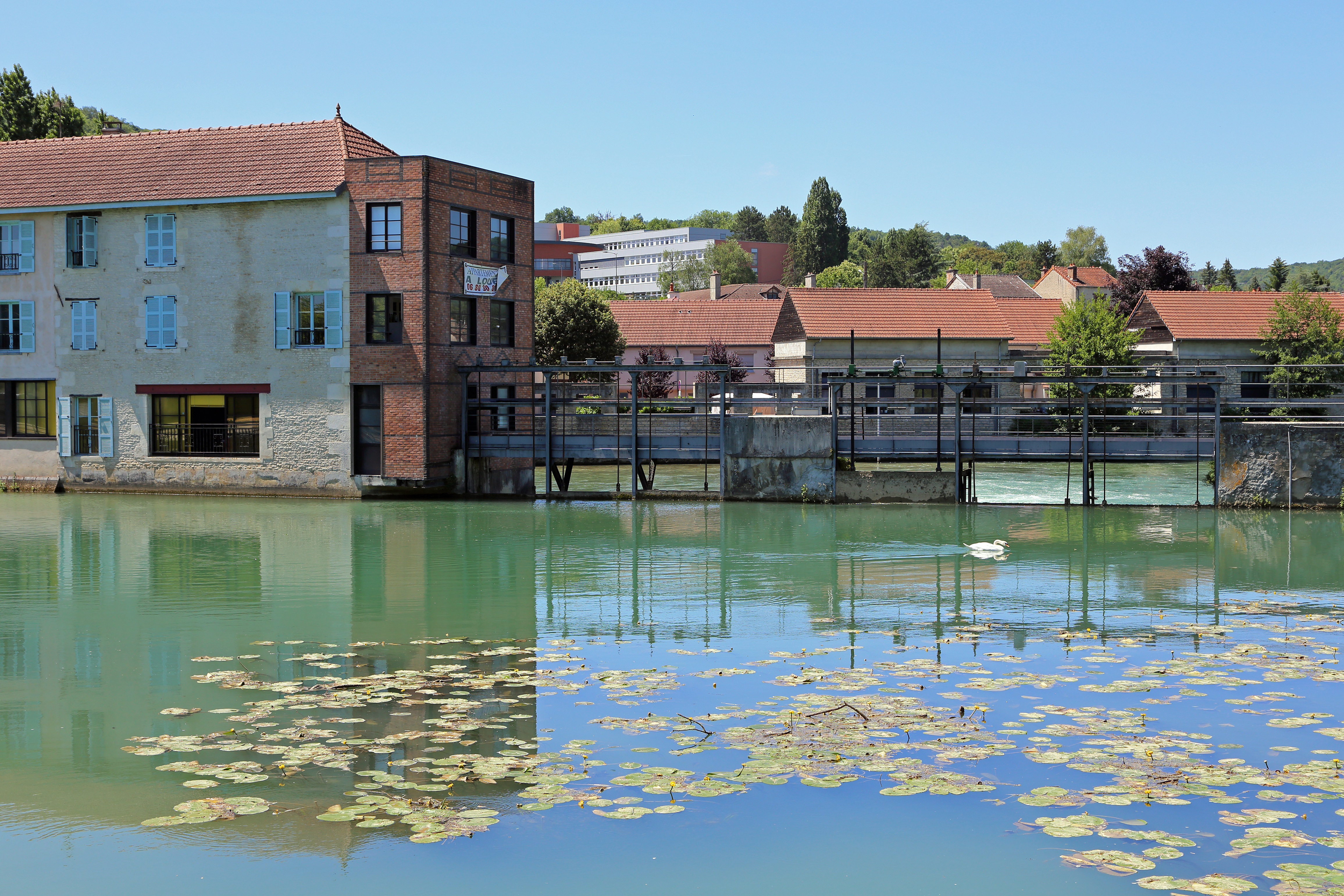
Sluizen op de Aube
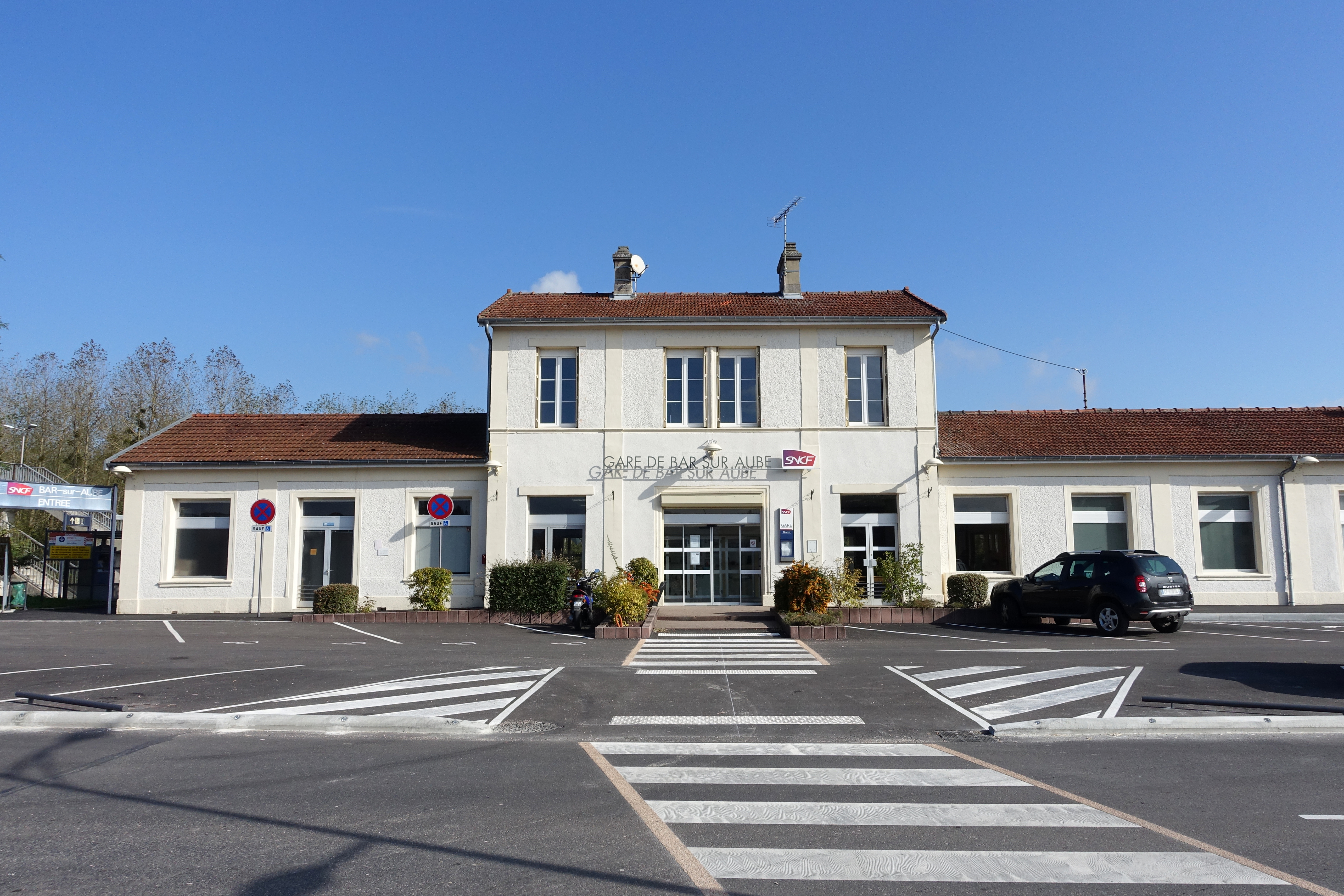
Treinstation